# 箏
箏（こと・そう）は、日本の伝統楽器（和楽器）の一つ。
一般的に、「箏（こと）」と呼ばれ、「琴（きん）」の字を当てることもあるが、「箏」と「琴」は別の楽器である。最大の違いは、箏は柱（じ）と呼ばれる可動式の支柱で弦の音程を調節するのに対し、琴は柱が無く、弦を押さえる場所で音程を決める。ただし、箏の柱（箏の駒）は「琴柱」とするのが一般的で（商品名も琴柱）、箏の台は琴台（きんだい）という。

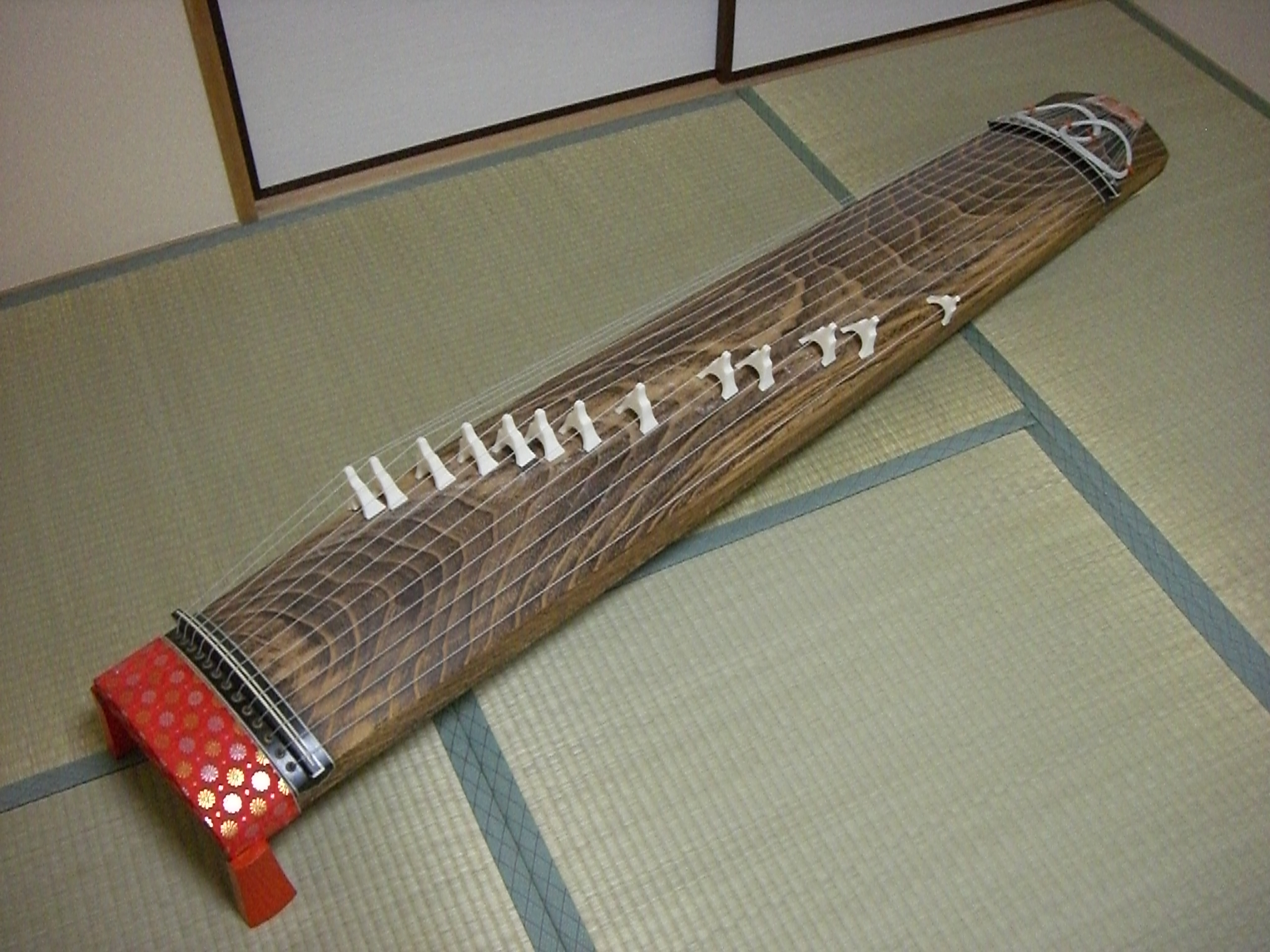
箏

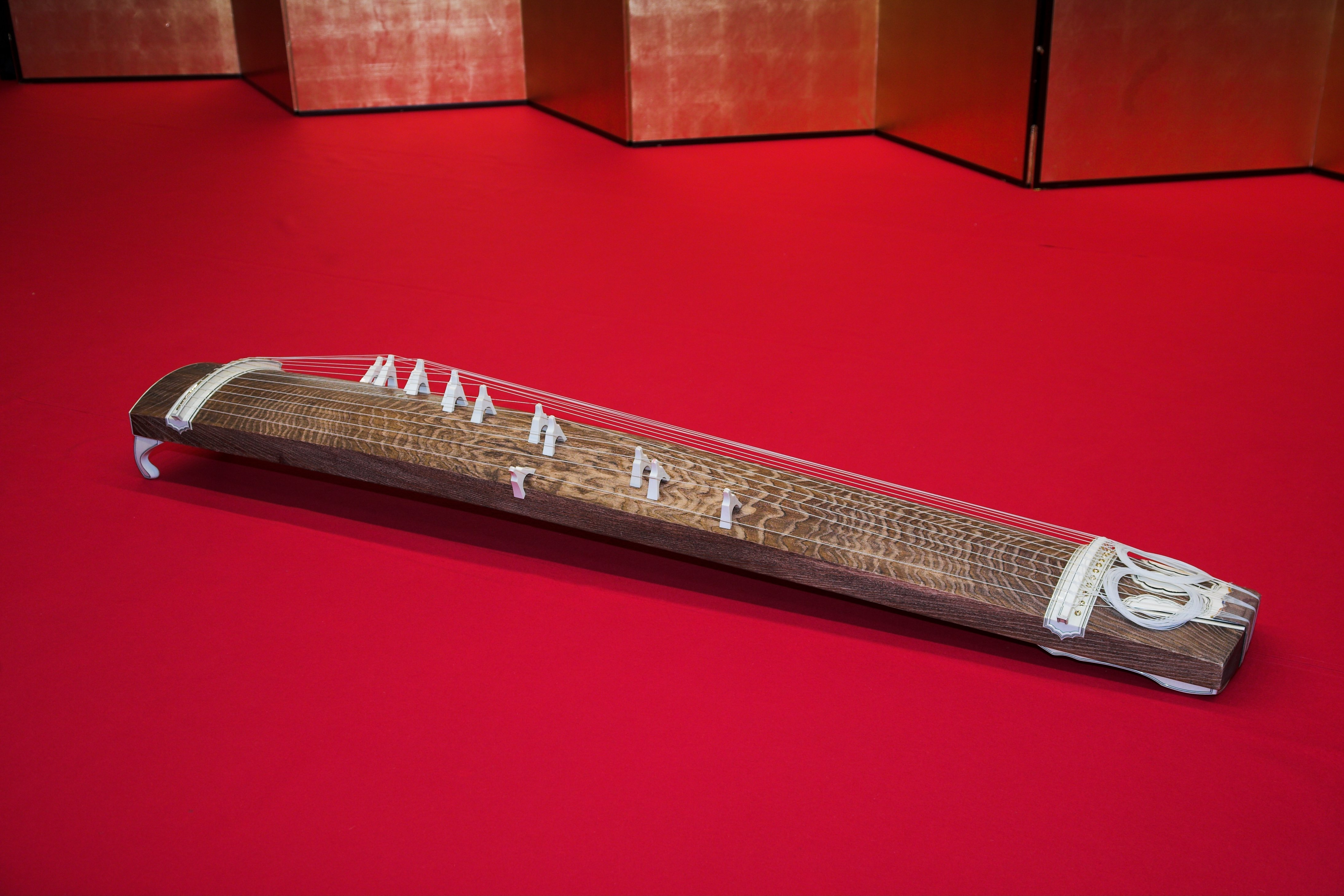
総象牙巻繰り甲の箏（金子誠次作）

## 歴史

### 古代
箏は奈良時代後半に中国の唐から伝えられ、当時の都、京都を中心に皇帝や貴族の間で雅楽を演奏する楽器の一つとして楽しまれていた。雅楽で箏が演奏される様子は平安時代の古典文学、枕草子、源氏物語、平家物語等に記述されている。 平安時代には「そう（箏)」「そう（箏）のこと」、あるいは「きん（琴）のこと」「わごと（和琴）のこと」などと呼ばれていた。箏と琴が混同されがちだが、箏は現在にも使われている柱を利用している楽器をさし、琴は柱がない楽器のことをいう。和琴は中国から伝えられた琴とは又別の琴で、日本で古代以前より弾かれていた。
筝曲は大きく分けて、1. 宮廷箏曲、2. 筑紫箏曲、3. 当道筝曲の3種類がある。
雅楽は平安時代の天皇や宮廷人たちが楽しんだ筝曲である。
日本古来からある「こと」は和琴（わごん、やまとごと）と呼ばれ、6本の弦を持つ（まれに5本）。弥生時代から奈良時代の遺跡などに発掘例があり、現在も雅楽に含まれる「国風歌舞」（御神楽など）で演奏される。また、平安時代にはやはり雅楽の楽曲種類の一つである「催馬楽（さいばら）」（在来の民謡などを当時の渡来音楽である雅楽の編成に編曲した管絃伴奏付き歌曲）の伴奏楽器として、和琴が加わることがあった（現在では普通、催馬楽に和琴が加わることはない）。
また、日本の古代音楽を最も古い形のまま現在まで伝承しているとされる恐山などのイタコが、交霊の際に演奏する楽器の一つとしても用いられる（ただし和琴を使うのはごく一部で、一般にイタコが用いる楽器は梓弓が多い）。
アイヌの伝統楽器の箏であるトンコリ（カーとも言う）は、和琴と類似した構造を持つ（ただし弦は5本）。
一方、後述の奈良時代に唐より伝わることになる中国の箏の起こりは、秦（しん）の時代（紀元前3世紀頃）に蒙恬（もうてん）という人物が作ったのが始まりとされるが、伝説に過ぎない。

### 奈良・平安時代
現在日本で広く知られている形の箏は、13本の弦を持ち、奈良時代に唐より伝わり、奈良および平安時代に雅楽（ががく）の中で用いられた。龍の象徴とされ、現在でも箏の部分の名称として龍頭や龍尾などの名残がある。雅楽で用いられる箏を「楽箏（「がくごと」または「がくそう」）」と呼ぶ。
また奈良・平安時代より独奏楽器（および弾き歌いの伴奏）としても用いられた。これらは『平家物語』『源氏物語』などいくつかの平安文学の中に描写されている。ただし具体的な楽曲は現在残っていない（伝わっていない）。
また龍と対を成していた鳳凰（ほうおう）を象徴したハープ型の「箜篌（くご）」は、伝統としては廃絶した。正倉院に断片が宝物として保管され、現代においては復元された複製楽器が演奏されている。また箏と同じツィター属の大型楽器である瑟（しつ）は正倉院の宝物が24本、中国の古代楽器では25本の弦を持つ。伝説では神がこの瑟を二つに割って、13弦の箏と12弦の箏（別の名がある）が作られたと言われている。これも現在日本の伝統では廃絶したが、現代になって復元された。

### 中世
平安時代末期から室町時代までにおいては、歴史的な記録が明らかでない。安土桃山時代には筑紫国善道寺僧侶の賢順(けんじゅん)（1574年 - 1636年）により、中国、在来(ざいらい)の独奏箏曲、雅楽の箏曲をまとめて「筑紫箏（つくしごと）」が起こった。

### 江戸時代

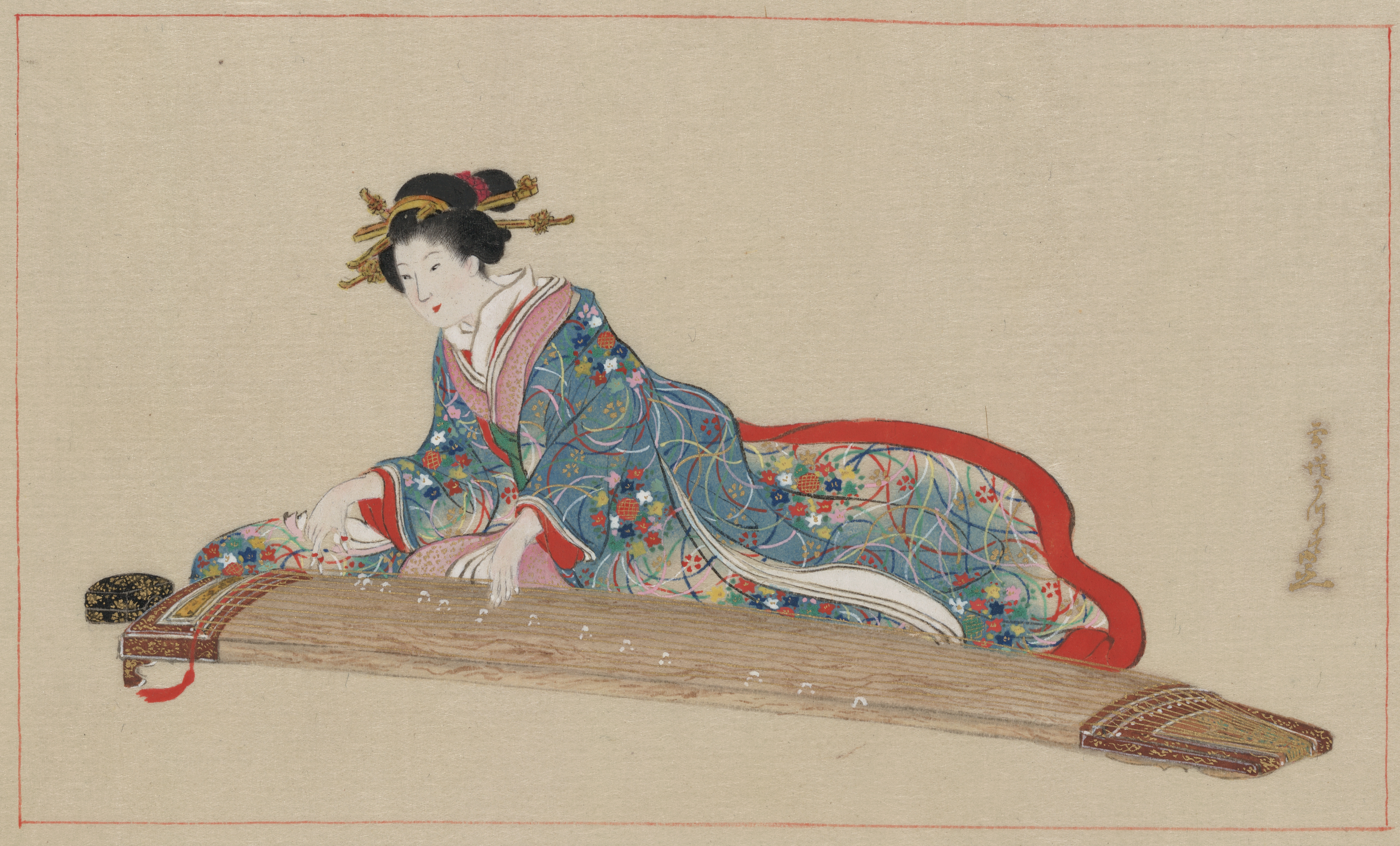
長谷川雪堤画

雅楽の「楽箏」に対し、近世の箏曲は「俗箏（「ぞくそう」または「ぞくごと」）」と呼ぶ。
前述の筑紫箏を基本として、楽器としての箏および箏曲の基礎を大成させたのが、江戸時代初期に活躍した八橋検校（やつはし・けんぎょう、1614年 - 1685年）であり、特に重要なのは、箏の調弦をそれまでの律音階から、当時民間で一般的になりつつあった都節音階にもとづくものに変えたことである。また多数の作曲をして、ここで現在の箏曲の基本形が整った（一説には、箏曲の基本形の一つである「段もの」と呼ばれるいわゆる変奏曲に類似した形式は、八橋検校が何らかの形で西洋音楽、特にチェンバロの変奏曲に接触したことによって生まれたという）。独奏曲としての箏という楽器を代表する楽曲「六段」（の調べ）は、この八橋検校の作曲によると伝えられる。ちなみに「検校（けんぎょう）」という言葉は当時の盲人音楽家が作る組合制度「当道座」の中で与えられる最高位の名前である。八橋検校の没年となった1685年は、西洋音楽における大きな存在であるバッハや、ヘンデル、ドメニコ・スカルラッティの生年でもある。八橋検校の名は京都の菓子「八ツ橋」の名としても残っており、（生ではなく焼いた、本来の）八ツ橋の形は箏を模している。
八橋検校以降、江戸時代中期の特に重要な箏曲家としては、生田検校と山田検校が挙げられる。まず京都の生田検校が元禄頃、箏の楽器法（調弦および奏法や爪の改良）や楽曲を大きく発展させたといわれる。この流れが現在の生田流系諸派であるが、実際には当時上方にはいくつもの新流派が生まれ、それぞれ独自に爪の改良や楽曲の作曲を行なっていた。現在ではこれらをひっくるめて「生田流」と呼んでいる。生田検校は三味線（地歌）と箏を合奏させた功績が大きいと言われて来たが、これも実際には諸流派でも行なわれたらしい。それからしばらくの間、箏曲は上方を中心に栄えていたが、18世紀後半に山田検校が江戸で浄瑠璃風の歌ものを中心とした楽曲の作曲や楽器の改良を行い、山田流の始祖となった。山田流は江戸を中心に東日本に広まった。こうして幕末までには、西日本では生田流系が、東日本では山田流が盛んに行なわれていた。その他、八橋検校の直接の流れである八橋流が一部に伝えられていた。その他江戸時代の重要な箏曲家として、初期では八橋検校の弟子で生田検校の師匠である北島検校、中期では組歌の作曲で有名な三橋検校、安村検校、後期では京流手事物の地歌曲に複音楽的な箏の手付をした浦崎検校、八重崎検校、光崎検校、また幕末には吉沢検校がいる。
また江戸時代において、箏は当道制度、つまり盲人音楽家の専売特許であったため、一般人がプロの職業として箏の演奏家になることは認められなかった。このため地歌以外の三味線音楽が歌舞伎や人形浄瑠璃などの視覚的要素を伴う伴奏音楽として発展したのに対し、箏曲は劇場とは関係のない純音楽として発展した。その中心となるものは箏の伴奏付き歌曲である「組歌」と、器楽独奏曲である「段物」であった。そして地歌に合奏することで、多くの地歌曲、ことに手事物をレパートリーとして、大いに発展した。また三味線音楽が遊里との結びつきも持っていて、どちらかといえば三味線が庶民の楽器として普及したのに対し、箏曲は王朝文学に取材したものが多いなど高雅な精神性を持ち、このため武家では「高尚な音楽」として、箏は武家の娘のたしなみ（アマチュア）としてもてはやされた。

### 近代

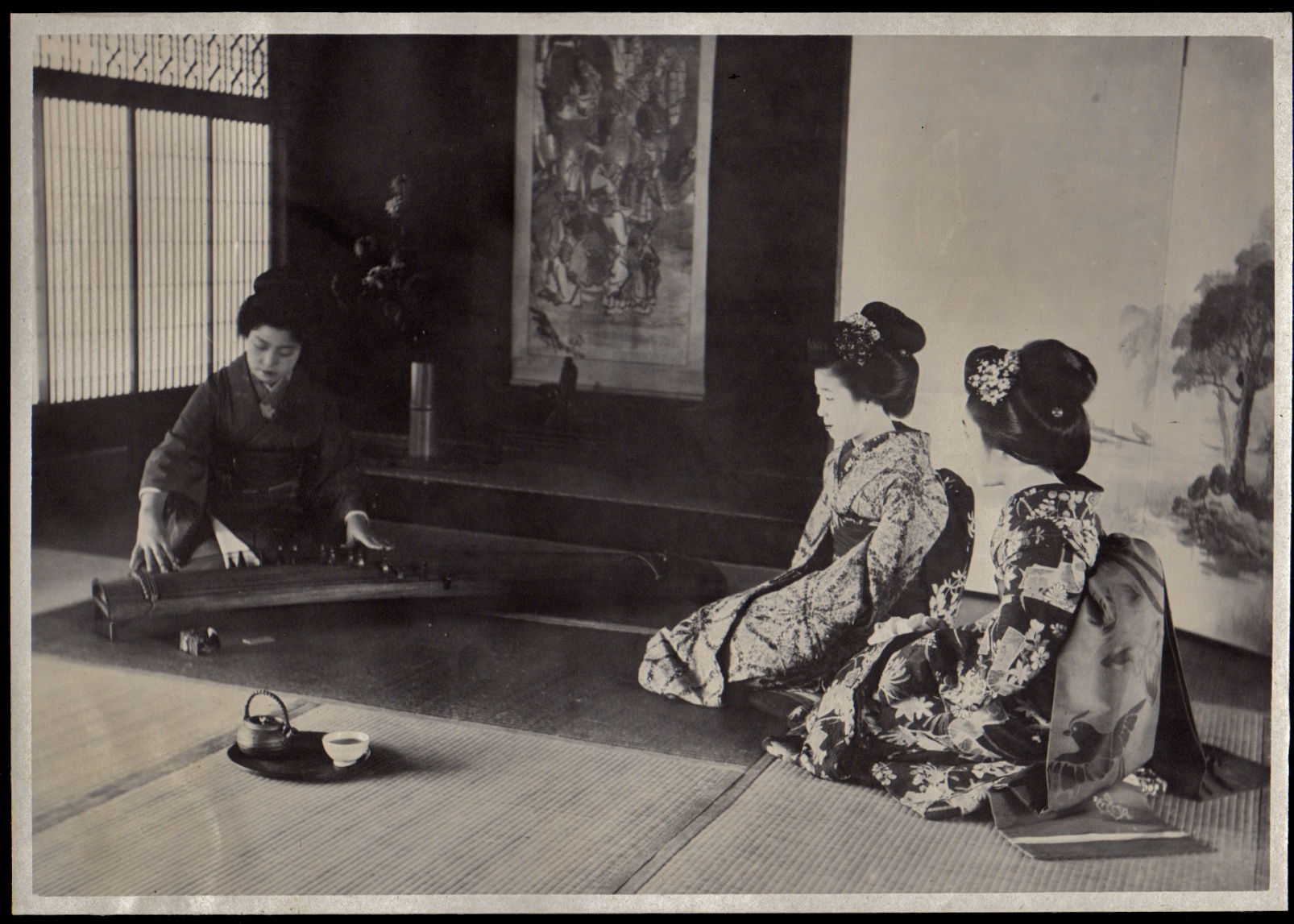
琴の練習風景。大正時代

明治時代以降は当道制度が廃止され、盲人以外の一般にも箏の演奏が職業として認められた。この頃作曲された作品を「明治新曲」と呼ぶが、西洋音楽の影響はまだ少なく、また当時流行していた明清楽（みんしんがく）の影響も見られる。ただし国民思潮全般が維新による革新的思想であふれていた時代であり、また盲人以外にも広く箏曲が解放され多数の人間が箏曲界へ参入したこともあって、多くの曲がこの頃作られた。特に大阪において非常に盛んであり、これらを「明治新曲」と総称している。しかしこの頃のレパートリーは現在の奏者にとって満足できるレベルで作曲された楽曲は少ないとされる。ただこの時期独特の清新な雰囲気もあり、西山徳茂都（とくもいち）の『秋の言の葉』、松阪春栄の『楓の花』、菊末検校の『嵯峨の秋』、菊塚与一の『明治松竹梅』などは現在でも良く演奏される。また寺島花野の作品『白菊』など、現在では忘れられかけている佳曲も少なくない。山田流においても『都の春』などの曲が作られている。
大正時代および昭和初期の箏曲には、宮城道雄の名がまずもって挙げられる。西洋音楽の要素を導入した新日本音楽の中心的存在に立ち、箏のみならず邦楽全般の活性化につとめた。特に代表作「春の海」は、尺八（正確には一尺六寸という、尺八より小さい同属楽器）との合奏において、それまでのヘテロフォニックな邦楽の合奏には見られなかった和声的伴奏を駆使し、さらに尺八と交代して主旋律も奏でるといった、邦楽の語法として新しく楽器の性能も十分に駆使した書法により、現在でも箏という楽器を代表する曲の位置を占める。尺八の代わりにヴァイオリンやフルートなどでも演奏される。特にヴァイオリンとの演奏はフランスの女性ヴァイオリニスト、ルネ・シュメーにより広く演奏され、作品はもちろん宮城道雄の名と箏という楽器を世界的に紹介した。また楽器改良や作品の開拓だけでなく、古典作品の復刻や教育活動にも力を注ぎ、それまで主に口承に拠る稽古が主な伝承であったのに対し、楽譜（五線譜、および弦名譜＝タブラチュア譜の一種）の普及にもつとめた。宮城道雄は生田流に属する。
この流れは宮城に留まらず三曲界全体の主潮流となり、中村双葉や山田流系の久本玄智、中能島欣一をはじめ、多くの箏曲家が宮城の影響を受けた作品を多数残し、また箏曲家以外でも町田佳聲や高森高山らによって、多くの和楽器を合奏させる作品が多数作られた。

### 現代
現代の箏は伝統的な流派の伝承（草の根の稽古も含む）はもちろん、クラシック音楽との交流も行われている。具体的には1964年ごろより現代音楽の作曲家の間での「邦楽器ブーム」により、現代音楽に箏を含む邦楽器が広く用いられるようになった。これらの多くは邦楽本来の楽器および演奏法の特色の長所をなるべく活かす形で使われており、このブーム以前の西洋音楽における邦楽器の使われ方として多かった「別に箏でなくてもピアノやハープでも代用できる西洋音楽の書法」とは一線を画する。それに先立って1957年に結成された邦楽四人の会、邦楽器ブーム初期の1964年より活動を続けている日本音楽集団の活動も、現代音楽における重要な邦楽活動として挙げられる。ただし大正・昭和初期の新日本音楽における邦楽界の西洋音楽受容が、和声的な書法で作曲しやすい箏を中心としたのに対し、1960年代の現代音楽界の邦楽受容においては箏は必ずしも主役ではなく、むしろノイズ的書法で作曲しやすい尺八が中心となった。また、吉崎克彦、水野利彦、沢井比河流と言ったような、箏曲演奏家出身の作曲家も人気が高い。

### 現代音楽における箏の作品
- 箏とオーケストラのための作品
  - 湯浅譲二 「（八面の）箏とオーケストラのためのプロジェクション・花鳥風月」（1967年）
  - 三木稔 「鳳凰三連・破の曲」「春琴抄・序曲と春鶯囀（しゅんおうでん）」「松の協奏曲」「箏協奏曲第五番」（以上は洋楽器オーケストラとの協奏曲）「コンチェルト・レクイエム」（邦楽器オーケストラとの協奏曲）
  - 伊福部昭 「二十絃箏とオーケストラのための交響的エグログ」（1982年）
  - ソフィア・グバイドゥーリナ In the shadow of the tree 一人の奏者の三面の箏とオーケストラのための（1999年）
  - 西村朗「樹海-二十絃箏とオーケストラのための協奏曲」（2002年）
  - 坂本龍一「箏とオーケストラのための協奏曲」（2010年）
  - 岸野末利加「箏協奏曲」（2013年）
  - 藤倉大「箏協奏曲」（2020年）
- 箏独奏のための作品
  - 下総皖一 「箏独奏のためのソナタ」（1938年）西洋音楽系作曲家初の箏独奏曲
  - 三木稔 「天如」（1969年）二十絃箏初の独奏曲
  - 細川俊夫 「箏歌（ことうた）」
  - 望月京 Intermezzi II
  - 松山夕貴子　２０１１年グラミー賞受賞グループメンバー　日本人で初の箏演奏者でShakiraとLatino Glammy
  - 藤倉大「25絃箏のための”ゆり”」（2019年）、「竜」（2019年）、「つき」（2020年）、「芯座」（2020年）
- 箏と室内楽（邦楽器および洋楽器）のための作品
  - 榎戸二幸 「天の恵〜あまのめぐみ〜」（2011年）salzburgでの演奏会（2012年）
- その他
  - Kagrra,：日本のロックバンド。和の世界観を基調にしており、メンバーの一人が箏を演奏している。箏を取り入れた楽曲が複数ある。
  - 沢井比河流：上昇の彼方（2003年）
  - 和楽器バンド、華風月、蓮-REN ：筝奏者のいぶくろ聖志が所属している。
  - この音とまれ! - 高校の箏曲部を舞台とした漫画。作中に登場するオリジナル箏曲は作者の身内が主に作曲した（作者のアミューは箏教室を主宰する家庭で育ち、実姉はプロとして活動している）。それらの楽曲を収録したアルバムは、平成29年度（第72回）文化庁芸術祭賞・レコード部門最優秀賞、第32回日本ゴールドディスク大賞・純邦楽・アルバム・オブ・ザ・イヤー優秀賞を獲得している[1][2][3]。
  - YY（ワイワイ）：箏とトラックメイカーユニット。箏奏者 明日佳がプロデュースしており、箏の名曲たちを再アレンジした楽曲とオリジナル楽曲でパフォーマンスを展開している

## 流派

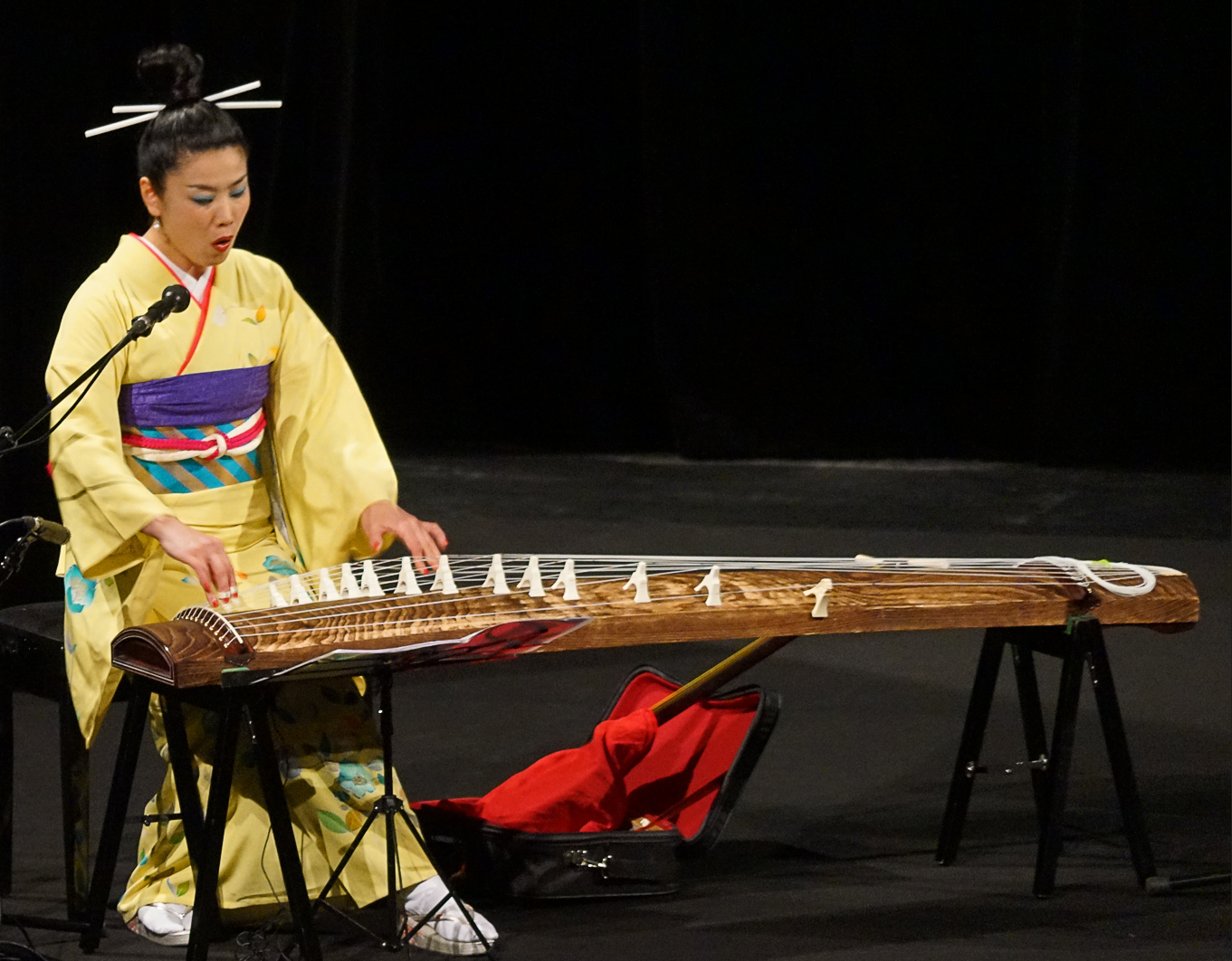
椅子に座って演奏する現代的な箏の演奏様式

主に生田流（いくたりゅう）と山田流（やまだりゅう）がある。外見上の目立った違いは爪の形および楽器を構える姿勢であり、生田流は角爪を用い、この角を有効に使うため楽器に対し左斜め約45度に構える。山田流は丸爪を用い正面に構える。
レパートリーについては、双方の流派が双方のレパートリーを広く扱うため、あまり差異は無い。相対的な比較としては山田流が生田流よりも「歌もの」を多く扱い、生田流は独奏曲において技巧が発達している。楽器の形状（長さ、楽器の膨らみ、音穴、細部の装飾など）は生田流の箏は楽箏（雅楽の箏）の形をかなり残していて、俗箏として改良を加えられた山田流式の方が音量が大きく豊かな音色である為、現在製作されている箏は一部を除いてほとんどが山田流式の箏である。
ただ沖縄、または沖縄の文化を伝えている地域では、八橋流の流れをくむ独自の琉球箏曲が発展・継承されていて、そちらは現在でも生田流式の箏を使っている。それ以外は生田流の奏者でもほとんど山田流式の箏を使用している。調子（調弦）において、一部の調子の名が双方の流派で異なるため注意を要する。（例：生田流の中空調子＝山田流の曙調子、生田流の曙調子＝山田流の二重中空調子、など）
その他ごく少数ではあるが、八橋検校の当時の演奏様式を伝える八橋流、筑紫箏の様式を伝える筑紫流がある。

## 構成

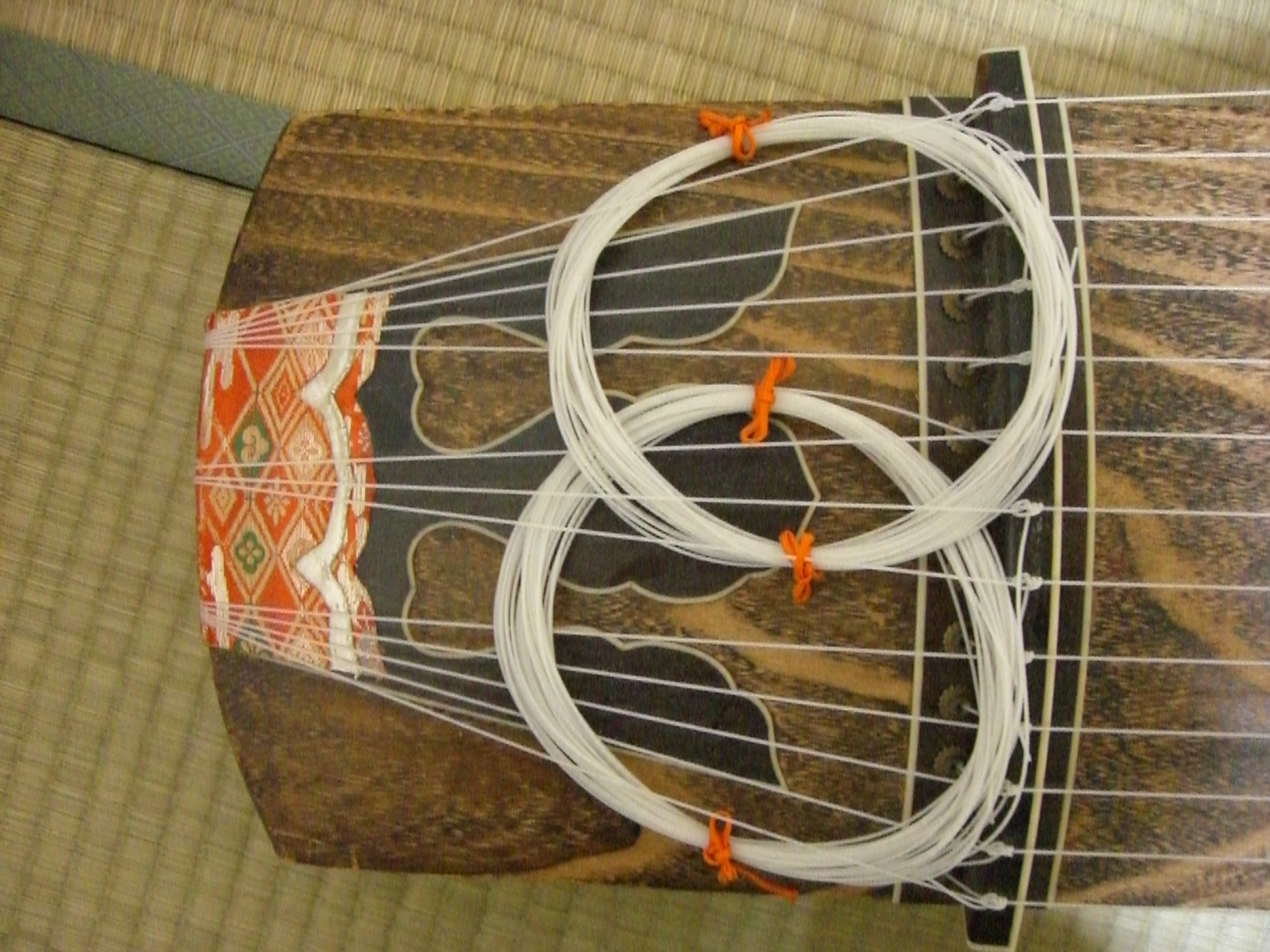
龍尾と糸

箏は桐の木のくり抜いた箱状の構造で上部はアーチ状であり底部には板が張られており13本の弦を有する。13本の絃は柱（じ）によって音程が調節されており、奏者の右手に嵌めた爪（義甲）によって絃を弾いて音を出す。
長さは生田流の本間（ほんげん）と呼ばれる高級なものが6尺3寸（約190cm）、山田流が約6尺（約182cm）である。その他これに前後する長さのものが多数あったが、現在では学校教育用の箏を除けば大部分が山田流の箏である。
正倉院にも箏の残欠が保存されているが、現在のものと造りが異なっており、四枚の板を箱状に張り合わせて作られており、各板はかなり薄い。現代の箏は上面と両側面は一つの材をくり抜いて作り、下面だけ別材を張り合わせる構造であり、このような方法になったのは平安時代と思われる。その後山田検校により改良されたのが、基本的に現在の主流を成す「山田箏」である。本体は桐で作るが、製法により「ベタ」と「刳甲（くりこう）」とがあり、後者が高級品である。かつては富裕層のステイタスとして蒔絵や木画などで美しく装飾されるものが多かったが、やはり山田検校以来、装飾は最低限に抑え、音色を重視するシンプルなものが次第に多くなった。ただし良い音の出る楽器と木目の美しさにはかなり密接な関係がある。
楽器の各部分には、「龍角」「龍眼」「龍手」など、箏を竜に見立てた名称がつけられている。これを題材に書かれた推理小説が島田荘司の龍臥亭事件である。
雅楽の楽箏は両絃と呼ばれるもののうちの一つ(もう一つは楽琵琶)で、管絃や催馬楽で用いられる（舞楽では通常用いられない）。
主要産地は広島県福山市である（全国生産量の7割を生産）。

### 絃（糸）
通常の箏は十三本の絃（糸ともいう）を有し、奈良時代より変わらないが、江戸時代には更に多絃の箏が作られたこともある。また明治時代以降、十七絃箏をはじめ、種々の多絃箏が作られている。十三本の各弦には、もともと仁（じん）、智（ち）、礼、義（ぎ）、信、文、武（ぶ）、翡（ひ）、闌（らん）、商、斗、為、巾という呼び名があった。しかし、現代では斗、為、巾以外の各弦には数字が当てられ、低音側（奏者とは反対側）から一、二、三、四、五、六、七、八、九、十、斗、為、巾と呼ぶ。なお、筑紫箏では別の呼び方もある。太さには色々なサイズがあり、以前は黄色く染色したものが普通で、稀に青や赤に染めることもあったが、現在では生成りの白が好まれている。糸の構造は他の多くの和楽器糸と同じく、単糸を更に四本撚り合わせ、糊で固めたもの。材質は本来は絹製であるが、俗箏では現在はテトロン製が主流になっている。テトロンは張力が強く、強く張ると余韻が長く、いい音色がでるからである。また、演奏中に切れる心配が無いこと、絹製に比較するとかなり安価であることも普及している要因である。しかし、絹糸の独特の響きを気に入っている奏者も多く、特に擦り爪におけるシュッという音色ははるかに絹の方が良い。楽箏では今でも絹糸が主流である。

### 爪
筝の爪（筝爪、義甲）は右手の親指、人差し指、中指の3本の指に白い板が指の腹側になるように装着する（人間の手の爪の側ではないことに注意）。爪の形状は流派や地域で異なる。雅楽の爪は丸くて小さい。生田流で用いる爪は角爪と呼ばれる四角い形、山田流で用いる爪は丸爪と呼ばれる先の尖った形である。この形状の差異により音色が微妙に異なる。この他歴史的に、先の広がった四角形など多少の差異がある。厚みは戦後に移るにしたがって徐々に薄くなってきている。
材質は象牙や樹脂である。（雅楽を除き）象牙でつくられているが、最近は絶滅のおそれのある野生動植物の種の国際取引に関する条約（ワシントン条約）により象牙の入手が困難のため高騰してはいるが、代用樹脂は学校教育用などに限られている。

## 柱（じ）

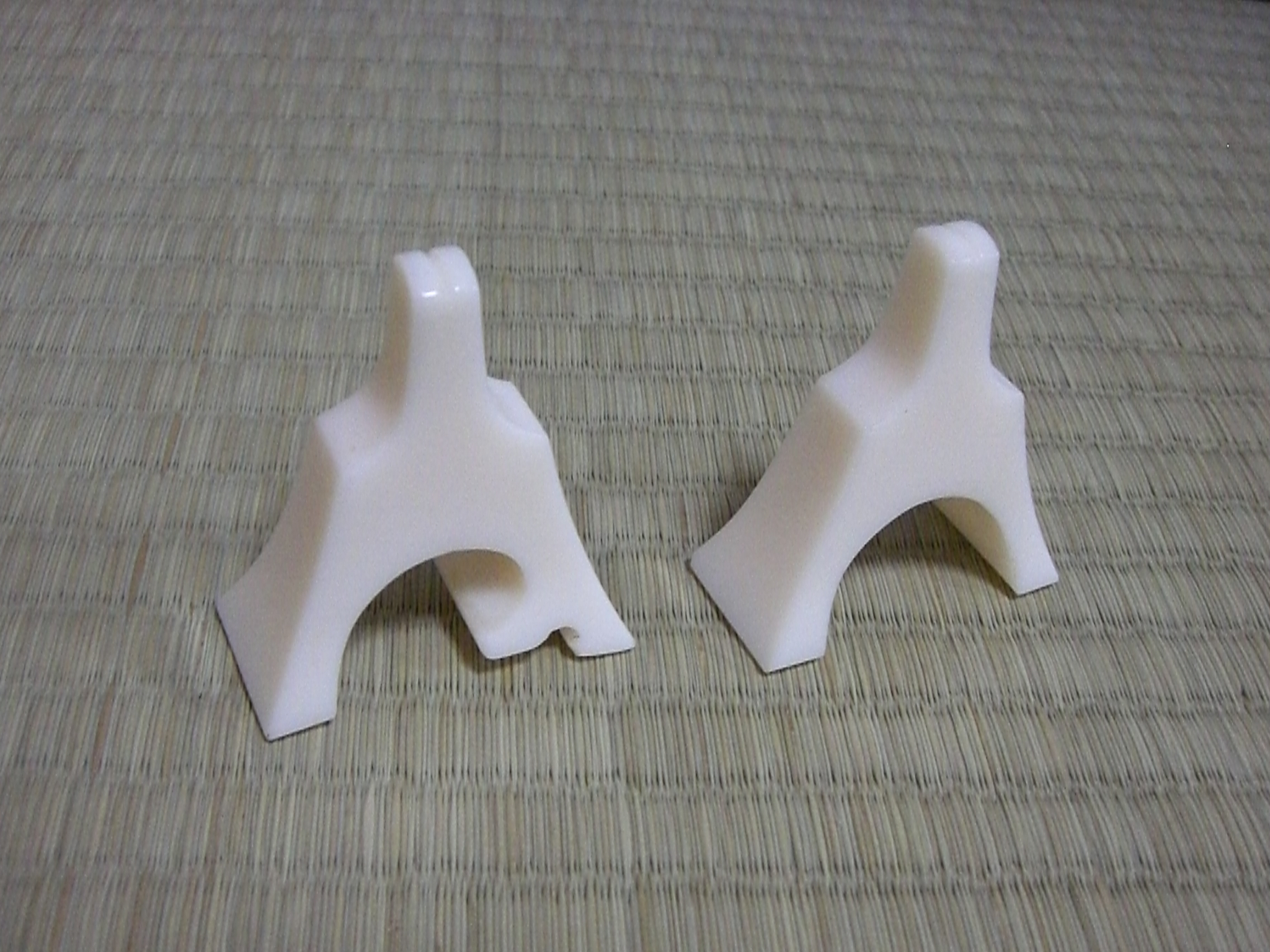
琴柱・筝柱

柱（じ）は他の弦楽器でいう駒、ブリッジで、糸を支え音高を定め、振動を胴に伝える部品である。筝柱ともいう。楽箏のものは小さく低いが、大音量を求める近代のものは大型になっている。補助的に小型の柱や、最高音弦用の脚部に変化を加えた柱、その他倒れにくくしたりするために工夫が施された特殊な柱なども種々使用される。材質は古くは唐木が多かったが、現在では[象牙]製が最高とされる。しかし大変に高価であるので、現在は合成樹脂製のものが広く用いられている。その他、以前は鯨骨製のものもしばしば使用された。古いものでは美しい蒔絵が施されたものもある。

## 近代以降に改良された楽器
単に「新箏」と言った場合、二十絃箏を指す場合が多いが、近年において開発された箏全般を新箏と言う。
宮城道雄の開発した十七絃箏がもっとも有名であり、既に一般化している。合奏で用いられるように特に低音部が良く鳴るように拡張されており、宮城以降の楽曲では広く用いられる。宮城道雄が開発した楽器はほかにも教育用普及楽器の短箏（たんごと）、試験的に作られた超大型楽器八十絃がある。
宮城道雄の弟子であった衛藤公雄は、1952年公開の大映映画「長崎の歌は忘れじ」の中で三十絃箏を用いている。また、現物は紛失したが、複大十七絃(十七絃箏より更に低音の箏)を開発し、録音が残っている(CD 奇蹟の爪音)。
このほか、現代において作られた箏として1969年に作曲家三木稔と箏曲家野坂恵子が共同開発した二十絃箏（実際は21本の絃がある）、それから二十五絃箏、三十絃箏、三十二絃箏などがある。それぞれ現代の（邦楽系の「現代邦楽」および西洋音楽系の「現代音楽」双方の分野の）作曲家によって新しい音楽作品を作る試みが行われている。特に二十絃箏は多く用いられ、徐々に一般化しつつある。
ちなみに大正琴は発音原理が琴（きん）に属する楽器のため、ここで扱う箏とは基本的分類において異なる。

## 類似の楽器
中国の撥弦楽器のうちツィター属のものだけでも時代、地方、様式により多くの種類がある。一般的には（zhēngチェン）と呼ばれる楽器が箏を指す（字は同じ「箏」の字,但し、簡体字では、「筝」）。
現在、伝統音楽に広く使用される物は、古箏（グーチェン）とよばれる。また、琴柱のない古琴（gŭqínグーチン）という楽器も広くつかわれている。
朝鮮には伽耶琴（カヤグム）と呼ばれる12弦の箏があり、前部を膝に乗せ指頭で弾奏する。正倉院に伝わる「新羅琴」はその初期の頃のものと言われる。また、6本の弦と固定フレットを持ち棒（匙）で弾奏する玄琴（コムンゴ）がある。他にレンギョウの枝で擦って奏する7弦の牙箏（アジェン）がある。
日本で20世紀に金属弦に替えたり、小型化したものに沖縄県の琉琴や鹿児島県の薩摩竪琴（さつまたてごと）、奄美竪琴などがある。
箏は楽器分類上ツィター属に含まれることもあり、ヨーロッパでの類似楽器としてはツィターが挙げられる。ツィターはヨーロッパの楽器としては一般的なほうではなく、アルプス地方の民俗楽器（特にオーストリア）として扱われている。他に、フィンランドの民俗楽器カンテレも類似楽器の一つに挙げられる。